# سلمان سعيد
سلمان سعيد (29 يناير 1995 في باكستان - ) هو لاعب كريكت باكستاني. شارك مع منتخب باكستان للكريكت.

## وصلات خارجية
- سلمان سعيد على موقع إي آس بي آن كريك إنفو (الإنجليزية)